# Makovce
Makovce – wieś (obec) na Słowacji położona w kraju preszowskim, w powiecie Stropkov. Pierwsze wzmianki o miejscowości pochodzą z roku 1408.
Według danych z dnia 31 grudnia 2012, wieś zamieszkiwało 181 osób, w tym 88 kobiet i 93 mężczyzn.
W 2001 roku rozkład populacji względem narodowości i przynależności etnicznej wyglądał następująco:
- Słowacy – 86,15%
- Rusini – 11,28%
- Ukraińcy – 1,54%

Ze względu na wyznawaną religię struktura mieszkańców kształtowała się w 2001 roku następująco:
- Katolicy rzymscy – 2,56%
- Grekokatolicy – 90,77%
- Prawosławni – 3,08%
- Nie podano – 3,59%